# 亞西科瓦河
亞斯科瓦河（烏克蘭語：Яськова），是烏克蘭西南部的河流，屬於波甘卡河的左支流。該河處於文尼察州的文尼察區，流經羅索沙村，河道全長5公里。